# Club Esportiu Algaida (femení)
El Club Esportiu Algaida (femení) és un club de futbol femení d'Algaida (Mallorca, Illes Balears) fundat el 1997. És la secció femenina del club homònim.
Juga a la Lliga Femenina Autonòmica, primer nivell del futbol territorial balear i quart del futbol femení espanyol.

## Història
L'equip ha estat un dels equips pioners del futbol femení territorial a Mallorca, ja que va sorgir poc després de la recuperació de la competició femenina la temporada 1996-97. En concret, la secció es va constituir la temporada 1997-98 i és a dia d’avui l'equip degà d'aquesta modalitat esportiva. Li segueixen la SCE Independent i la UE Collera, tots dos creats l'any 1999.
El seu moment més brillant el va assolir la temporada 2003-04, quan va guanyar el campionat regional i va ascendir a Primera Nacional, segona categoria del futbol estatal; però la va perdre la temporada següent. Després va viure uns anys més aviat grisos, sense resultats destacables, fins que durant la dècada de 2010 va anar incrementant gradualment el seu potencial fins convertir-se en un dels conjunts més potents a nivell territorial. Això, unit a la seva perdurabilitat, l'han convertit en un equip de referència del futbol femení balear per sobre de triomfs i resultats.
Des dels inicis l'equip femení del CE Algaida ha jugat els seus partits al Camp des Porrassar, com la resta d'equips del club.

### Classificacions en lliga
| - 1997-98: Regional (5è) - 1998-99: Regional (3r) - 1999-00: Regional (4t) - 2000-01: Regional (2n) - 2001-02: Regional (6è) - 2002-03: Regional (4t) - 2003-04: Regional (1r) | - 2004-05: Primera Nacional (13è) - 2005-06: Regional (13è) - 2006-07: Regional (12è) - 2007-08: Regional, Gr. A (7è) - 2008-09: Regional, Gr. B (8è) - 2009-10: Regional (3r) - 2010-11: Autonòmica (12è) | - 2011-12: Regional (1r) - 2012-13: Autonòmica (5è) - 2013-14: Autonòmica (4t) - 2014-15: Autonòmica (3r) - 2015-16: Autonòmica (5è) - 2016-17: Autonòmica (5è) - 2017-18: Autonòmica (8è) | - 2018-19: Autonòmica (10è) - 2019-20: Autonòmica (8è) - 2020-21: Autonòmica, Gr. 2 (1r) - 2021-22: Autonòmica (2n) - 2022-23: Primera Nacional |

## Dades del club
- Temporades a Lliga Nacional (2): 2004-05, 2022-23
- Temporades a Lliga autonòmica (11): 2010-11 i 2012 a 2022
- Temporades a Lliga regional (13): 1997-98 a 2003-04, 2005-06 a 2009-10 i 2011-12

## Palmarès
- Primera Regional (1): 2003-04, 2011-12 i 2020-21
- Subcampionat de Lliga Autonòmica (1): 2021-22
- Subcampionat de Primera regional (1): 2000-01